# LabVIEW
LabVIEW ist ein grafisches Programmiersystem von National Instruments. Das Akronym steht für „Laboratory Virtual Instrumentation Engineering Workbench“.
Die erste Version erschien 1986 für Macintosh-Computer. Heute gibt es die Entwicklungsumgebung außerdem für Windows und Linux. Vergleichbar entwickelte Hewlett-Packard (inzwischen Agilent) die visuelle Programmiersprache VEE. Hauptanwendungsgebiete von LabVIEW sind die Mess-, Regel- und Automatisierungstechnik. Die Programmierung erfolgt mit einer grafischen Programmiersprache, genannt „G“, nach dem Datenfluss-Modell. Im Vordergrund steht dabei die Datenerfassung und -verarbeitung. LabVIEW-Programme werden als Virtuelle Instrumente oder einfach VIs bezeichnet. Sie bestehen aus zwei Komponenten: Das Frontpanel enthält die Benutzerschnittstelle, das Blockdiagramm den grafischen Programmcode. Dieser wird nicht von einem Interpreter abgearbeitet, sondern kompiliert. Dadurch ist die Leistung vergleichbar mit anderen Hochsprachen. LabVIEW benutzt die gleichen Bibliotheken und Datenerfassungsmodule wie LabWindows/CVI, der Integrierten Entwicklungsumgebung der Firma National Instruments und ist deshalb kompatibel mit LabWindows/CVI. Für viele komplexe mathematische Aufgaben stehen auch Funktionsbibliotheken zur Verfügung. Ähnlich wie Matlab deckt LabVIEW auch die Bereiche SP-Steuerung und flexible Versuchsautomatisierung ab.

## Programmiermethode

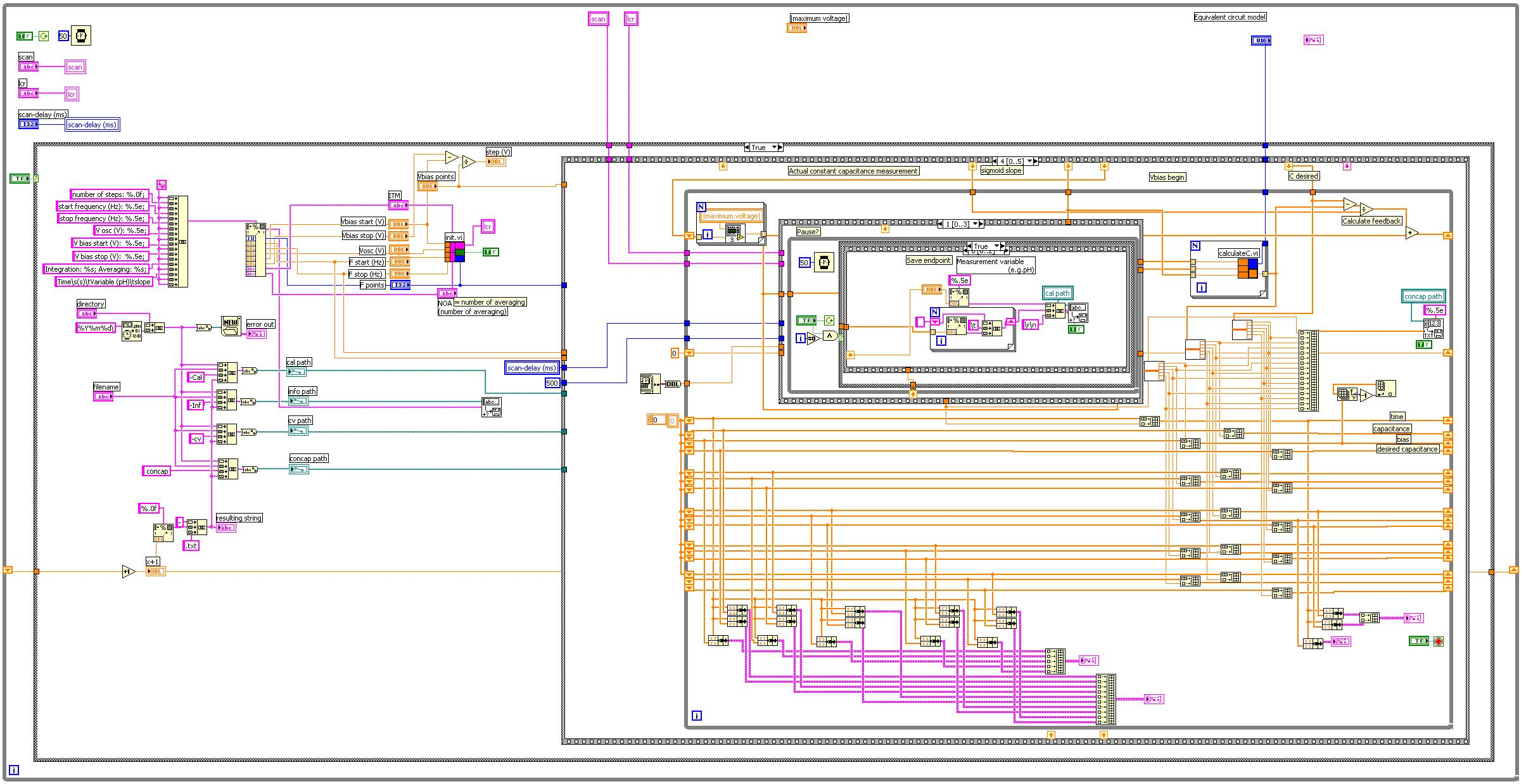
LabVIEW Code Beispiel

Funktionsblöcke werden in LabVIEW (genau wie vollständige Programme) als Virtuelle Instrumente (VIs) bezeichnet. Dies kommt daher, dass prinzipiell jedes Programm als Unterprogramm (SubVI) in einem anderen verwendet werden kann, bzw. jedes SubVI auch eigenständig lauffähig ist. Aufgrund des Datenfluss-Konzeptes waren bis zu Version 8.6 rekursive Aufrufe grundsätzlich nicht möglich. Mit zusätzlichem Aufwand ließen sich aber auch Rekursionen verwirklichen. Ab Version 9.0 kann ein ablaufinvariantes VI sich selbst als SubVI enthalten und damit rekursiv aufrufen.
Der Programmierer verbindet VIs mit Verbindungslinien (Drähten) und definiert damit den Datenfluss. Jedes VI kann dabei Ein- und Ausgänge besitzen. Die Ausführung eines VIs beginnt, wenn alle Eingangsdaten vorhanden sind; die Ergebnisse liegen erst dann an den Ausgängen an, wenn das gesamte Unterprogramm abgearbeitet ist. Auf diese Weise wird die Abarbeitungsreihenfolge der Schritte durch Datenabhängigkeiten definiert. Eine vordefinierte Reihenfolge (z. B. „von rechts nach links“) gibt es nicht.
Besitzt ein SubVI keine Eingänge, wird es bei Programmstart ausgeführt. Besitzt es keine Ausgänge, werden die Ergebnisdaten entweder verworfen oder auf einem anderen Weg „verwertet“ (z. B. Schreiben auf Festplatte oder Netzwerk, Ausgabe auf Peripheriegeräte). Allerdings kann durch Übergabe einer Referenz auf eine beliebige Variable an ein Vi der Inhalt der Variable und deren Eigenschaften geändert werden. Genauso kann ein SubVI ohne Eingänge Daten von Peripheriegeräten erhalten oder selbst generieren (z. B. per Zufallsgenerator).
SubVIs können beliebig tief verschachtelt werden. Viele der LabVIEW-eigenen Funktionen sind ihrerseits normale VIs, die auch vom Programmierer bearbeitet werden können (wenngleich dies in der Regel nicht zu empfehlen ist). Letztlich basieren alle VIs auf einer Reihe grundlegender Funktionen, sogenannter Primitive, die sich nicht als VIs öffnen lassen.
Viele VIs und Funktionen in LabVIEW sind polymorph, d. h. ihre Funktionsweise passt sich an den Typ der übergebenen Daten an. Beispielsweise kann die Funktion „Array erstellen“ für die Erstellung jeglicher Felder genutzt werden, d. h. Strings, Integer oder auch Arrays und Cluster. Es ist auch möglich, eigene polymorphe VIs zu erstellen. Letztlich handelt es sich hierbei um eine Sammlung mehrerer VIs mit unterschiedlichen Datentypen an den Ein- und Ausgängen.
Datenquellen und Datensenken können mit Anzeige- und Bedienelementen auf dem Frontpanel verknüpft sein. So kann z. B. eine Zahleneingabe mit einem Drehknopf und eine Ausgabe einer booleschen Variablen mit einer Leuchtdiode realisiert werden.
Bei sehr großen und umfangreichen Projekten ist es wie in anderen Programmiersprachen wichtig, von Anfang an eine durchdachte Struktur zu verwenden und den Code zu modularisieren. Durch den vorhandenen Projektmanager (ab V8.0) wird dies unterstützt. Die Verwaltung einer großen Anzahl an VIs sowie externer Dateien wird dadurch übersichtlicher. Auch die Versionsverwaltung gestaltet sich hiermit einfacher. Eine wesentliche Neuerung (ab V8.20) besteht darin, objektorientiert programmieren zu können. Klassen und Attribute sowie deren Methoden können dabei auch vererbt werden.
LabVIEW Robotics 2009 enthält Werkzeuge für den Entwurf eines Robotersystems. Teil des Softwarepakets ist das Robotics Module, das eine umfassende Robotikbibliothek mit Anbindungsmöglichkeiten an Standard-Robotiksensoren und -aktoren, grundlegenden Algorithmen für den intelligenten Betrieb sowie Wahrnehmungs- und Motorsteuerungsfunktionen für Roboter und autonome Fahrzeuge umfasst.

## LabVIEW, TCP/IP und XML-Webdienste
TCP/IP-Sockets übertragen Zeichenketten in LAN und Internet. Sie werden zum Beispiel für das HTTP-Protokoll verwendet welches Websites im Webbrowser darstellt. LabVIEW macht im LAN Gebrauch von TCP/IP-Sockets, und das für unterschiedliche Zwecke:
- Funktionen unter Datenkommunikation→Protokolle→TCP.
- Webbrowser-OLE auf dem Frontpanel einbinden.
- Auslesen von Messwerten, z. B. von Digitalmultimetern und Netzwerkanalysatoren
- Fernsteuerung / Remote Panel.
- XML Web Dienst.

LabVIEW-spezifisch ist dabei einerseits die Fernsteuerung über das Remote Panel. Dabei kann ein Benutzer sich über den Webbrowser (Internet Explorer wird bevorzugt unterstützt) mit einem geöffneten Frontpanel verbinden. Das Frontpanel selbst gibt die Steuerung dann ab. Der beabsichtigte Nutzeffekt ist der Zugang über einen zweiten PC. Jedoch muss auf dem Quell-PC ein Fenster geöffnet sein. Weiter verlangt NI für Nutzeranzahlen größer als eins zusätzliche Lizenzgebühren.
LabVIEW-spezifisch sind andererseits selbst erstellbare XML-Webdienste. Sie sind erst in der Vollversion enthalten. Diese Webdienste benötigen kein GUI-Fenster auf dem Host-PC. Ein Beispiel ist, wenn der Nutzer einen HTTP-GET-Request mit zwei Parametern an den Service sendet. Die Parameter sind dabei in der URL enthalten. Der Dienst führt ein VI aus und antwortet mit einer XML-Datei. Die URL-Parameter werden in dem zu implementierenden Dienst als Controls in dem VI erstellt – alle Anzeigeelemente des VIs erscheinen mit ihren Werten in der zurückgesendeten XML-Datei. Einen Webdienst könnte man also anwenden, um Aktuatoren zu steuern und Messwerte zu erfassen. Mit dem Webdienst kann man eigene grafische Oberflächen implementieren und eigentlich jedes Client Betriebssystem nutzen. Auch Batch-Skripte für lange Versuchsabläufe wären möglich.
Um ein TCP Service Socket implizit bereitzustellen, gibt es einerseits die Möglichkeit, es über die Projekt-baumstruktur einer ausführbaren EXE beizulegen. Falls man eine Anwendung mit Remote Panel startet, so ist zur Laufzeit das Socket vorhanden.
Die andere Möglichkeit der Bereitstellung ist der NI Webserver und sein Dokument-Stammverzeichnis, z. B. unter C:\Program Files (x86)\National Instruments\Shared\NI WebServer\www. Der Dienst erscheint in der Dienstekonsole unter NI APPLICATION WEBSERVER und überwacht den Port 8080. Nutzt man den Server auf einem Host mit der LabVIEW-Entwicklungsumgebung, so kann man den Dienst über die Projekt-Baumstruktur bereitstellen. Nutzt man die LabVIEW-Laufzeitumgebung auf einem anderen Host, kann man den Service über einen Installer bereitstellen, den man auf dem Entwicklungssystem über die Projekt-Baumstruktur erstellt.

## Vorteile
- Eine wichtige Konsequenz der grafischen Programmierung mit LabVIEW ist die Einfachheit, mit der in LabVIEW parallele Abläufe programmiert werden können. Es reicht, zwei SubVIs ohne Datenabhängigkeit nebeneinander zu legen, um sie gleichzeitig mit Multithreading abzuarbeiten. Man muss allerdings, ähnlich wie in textbasierten Programmiersystemen, auf mögliche Race Conditions achten und, wo nötig, Ressourcen sperren. Zur Synchronisierung bzw. Kommunikation zwischen mehreren Threads stehen verschiedene Möglichkeiten zur Verfügung (z. B. Semaphoren, Melder, Warteschlangen).

- Das Frontpanel von LabVIEW ist ein sehr bequemes Mittel, um Programme mit guter grafischer Bedieneroberfläche zu erstellen. Bei allen Programmierarbeiten in LabVIEW muss der Programmierer prinzipiell keinen Text eingeben, außer Beschriftungen von Gestaltungselementen.

- Die grafische Darstellung des Programmablaufs erhöht zumindest bei nicht zu umfangreichen Vorhaben die Lesbarkeit deutlich. Insbesondere Naturwissenschaftler und Techniker verstehen die Programmlogik meist recht schnell und können Software damit an ihre konkreten Bedürfnisse anpassen.

- Die je nach Lizenz mitgelieferten umfangreichen Funktionsbibliotheken decken insbesondere die Datenanalyse und Mathematik sehr weitgehend ab. Aber auch die Ansteuerung von zusätzlichen (auch externen) (Mess-)Geräten und Systemfunktionen ist gut gelöst.

- Über die unterstützten Kommunikationsprotokolle und Verbindungstechniken ist es möglich, auch weit entfernte Geräte (z. B. an unzugänglichen Stellen oder in anderen Ländern) zu steuern und zu nutzen. Hier kommt unter anderem TCP zum Einsatz.

- LabVIEW ermöglicht ab der Version 8.6.1 auch die Programmierung von Mikrocontrollern und DSPs, die in von National Instruments produzierten Messgeräten enthalten sind. Es unterstützt auch einige Echtzeitbetriebssysteme.

- Ab Version 2009 bietet LabVIEW die Möglichkeit der parallelen Programmierung von Multicore-Prozessoren und FPGAs und den Zugriff auf Wireless-Technologien.

## Nachteile
Neben den genannten Vorteilen hat die graphische Programmierung gegenüber der textbasierten auch Nachteile:
- LabVIEW-Programme lassen sich nur mit der originalen LabVIEW-Entwicklungsumgebung bearbeiten, an deren Funktionsumfang man gebunden ist. Allerdings lassen sich Funktionen aus dynamischen Bibliotheken oder ActiveX-Objekte nutzen. Der Plattformunabhängigkeit geschuldet sind Hindernisse in der Gestaltung von Benutzeroberflächen, so werden Windows-Hotkeys nicht unterstützt, und das Verhalten von Accelerator-Keys entspricht nicht exakt dem Verhalten des Betriebssystems (hier: Fokus-Verlust). Die Unicode-Unterstützung ist unzureichend.
- Ausführbare LabVIEW-Programme können vom Entwicklungssystem zwar erstellt werden, erfordern jedoch die Installation einer Laufzeitumgebung auf dem Zielsystem (vergleichbar mit der Installation des .Net-Frameworks für .NET-Anwendungen). Bei Verwendung von bestimmten Zusatzmodulen, wie z. B. IMAQ Vision, ist zudem eine kostenpflichtige Lizenz pro Zielplattform notwendig.
- Die Prinzipien moderner Objektorientierung versucht National Instruments mit neueren LabVIEW-Versionen zwar nachzubilden, jedoch gelingt dies bisher nur unzureichend. Zudem zeigt die Programmierung gegen große bestehende Klassenhierarchien wie das Microsoft .Net-Framework die Grenzen im Umgang mit grafischen Zugriffsknoten auf – mit textbasierten Programmiersprachen, zum Beispiel C#, sind dieselben Aufgaben i. d. R. schneller programmierbar.
- Kleine Änderungen können aufwendige Neustrukturierungen nach sich ziehen, wenn das Schaffen von Raum auf dem Blockdiagramm durch Verschieben geschieht, da dann die Drähte und Symbole oftmals neu geordnet werden müssen, um die Übersichtlichkeit wiederherzustellen. Dieses Problem kann jedoch durch Strukturierte Programmierung gemildert werden (insbesondere durch konsequente Verwendung von Sub-VIs).
- Der einfache Einstieg in die LabVIEW-Programmierung verleitet dazu, die ordentliche Planung des Projektes zu vernachlässigen.

## Versionen
| Name/Version                                            | Build Nummer | Datum              |
| ------------------------------------------------------- | ------------ | ------------------ |
| Start des LabVIEW Projekts                              |              | April 1983         |
| LabVIEW 1.0 (für Apple Macintosh)                       |              | Oktober 1986       |
| LabVIEW 2.0                                             |              | Januar 1990        |
| LabVIEW 2.5 (Erste Version für Sun & Microsoft Windows) |              | August 1992        |
| LabVIEW 3.0 (Multiplattform)                            |              | Juli 1993          |
| LabVIEW 3.0.1 (Erste Version für Windows NT)            |              | 1994               |
| LabVIEW 3.1                                             |              | 1994               |
| LabVIEW 3.1.1 (Erste Version mit „application builder“) |              | 1995               |
| LabVIEW 4.0                                             |              | April 1996         |
| LabVIEW 4.1                                             |              | 1997               |
| LabVIEW 5.0                                             |              | Februar 1998       |
| LabVIEW RT (Real Time)                                  |              | Mai 1999           |
| LabVIEW 6.0 (6i)                                        | 6.0.0.4005   | 26. Juli 2000      |
| LabVIEW 6.1                                             | 6.1.0.4004   | 4. Dezember 2001   |
| LabVIEW 7.0 (Express)                                   | 7.0.0.4000   | April 2003         |
| LabVIEW PDA module (Erste Version)                      |              | Mai 2003           |
| LabVIEW FPGA module (Erste Version)                     |              | Juni 2003          |
| LabVIEW 7.1                                             |              | 2004               |
| LabVIEW Embedded module (Erste Version)                 |              | Mai 2005           |
| LabVIEW 8.0                                             |              | September 2005     |
| LabVIEW 8.20 (Objektorientierte Programmierung)         |              | August 2006        |
| LabVIEW 8.2.1                                           | 8.2.1.4002   | 21. Februar 2007   |
| LabVIEW 8.5                                             | 8.5.0.4002   | 2007               |
| LabVIEW 8.6                                             | 8.6.0.4001   | 24. Juli 2008      |
| LabVIEW 8.6.1                                           | 8.6.0.4001   | 10. Dezember 2008  |
| LabVIEW 2009 (32 und 64-bit)                            | 9.0.0.4022   | 4.8.2009           |
| LabVIEW 2009 SP2                                        | 9.0.1.4011   | 8. Januar 2010     |
| LabVIEW 2010                                            | 10.0.0.4032  | 4. August 2010     |
| LabVIEW 2010 f2                                         | 10.0.0.4033  | 16. September 2010 |
| LabVIEW 2010 SP1                                        | 10.0.1.4004  | 17. Mai 2011       |
| LabVIEW für LEGO MINDSTORMS (2010 SP1)                  |              | August 2011        |
| LabVIEW 2011                                            | 11.0.0.4029  | 22. Juni 2011      |
| LabVIEW 2011 SP1                                        | 11.0.1.4015  | 1. März 2012       |
| LabVIEW 2012                                            | 12.0.0.4029  | August 2012        |
| LabVIEW 2012 SP1                                        | 12.0.1.4013  | März 2013          |
| LabVIEW 2013                                            | 13.0.0.4047  | August 2013        |
| LabVIEW 2013 SP1                                        | 13.0.1.4017  | März 2014          |
| LabVIEW 2014                                            | 14.0.0.4036  | August 2014        |
| LabVIEW 2014 SP1                                        |              | März 2015          |
| LabVIEW 2015                                            |              | August 2015        |
| LabVIEW 2015 SP1                                        |              | März 2016          |
| LabVIEW 2016                                            |              | August 2016        |
| LabVIEW 2017                                            |              | Mai 2017           |
| LabVIEW 2017 SP1                                        |              | 23. Januar 2018    |
| LabVIEW 2018                                            | 18.0.0.4012  | März 2018          |
| LabVIEW 2018 SP1                                        |              | 3. Dezember 2018   |
| LabVIEW 2019                                            |              | 15. Mai 2019       |
| LabVIEW 2019 SP1                                        |              | 28. Oktober 2019   |
| LabVIEW 2020                                            |              | 15. Mai 2020       |
| LabVIEW 2020 SP1                                        |              | 8. Januar 2021     |
| LabVIEW 2021                                            |              | 13. August 2021    |
| LabVIEW 2021 SP1                                        |              |                    |
| LabVIEW 2021 SP1 f1                                     | 21.1.1       | 22. April 2022     |
| LabVIEW 2021 SP1 f2                                     | 21.1.2       | 16. Februar 2022   |